# Ambinanifaho
Ambinanifaho est une commune rurale malgache, située dans la partie sud-est de la région de Sava.